# نگهبانی جفت در انسان

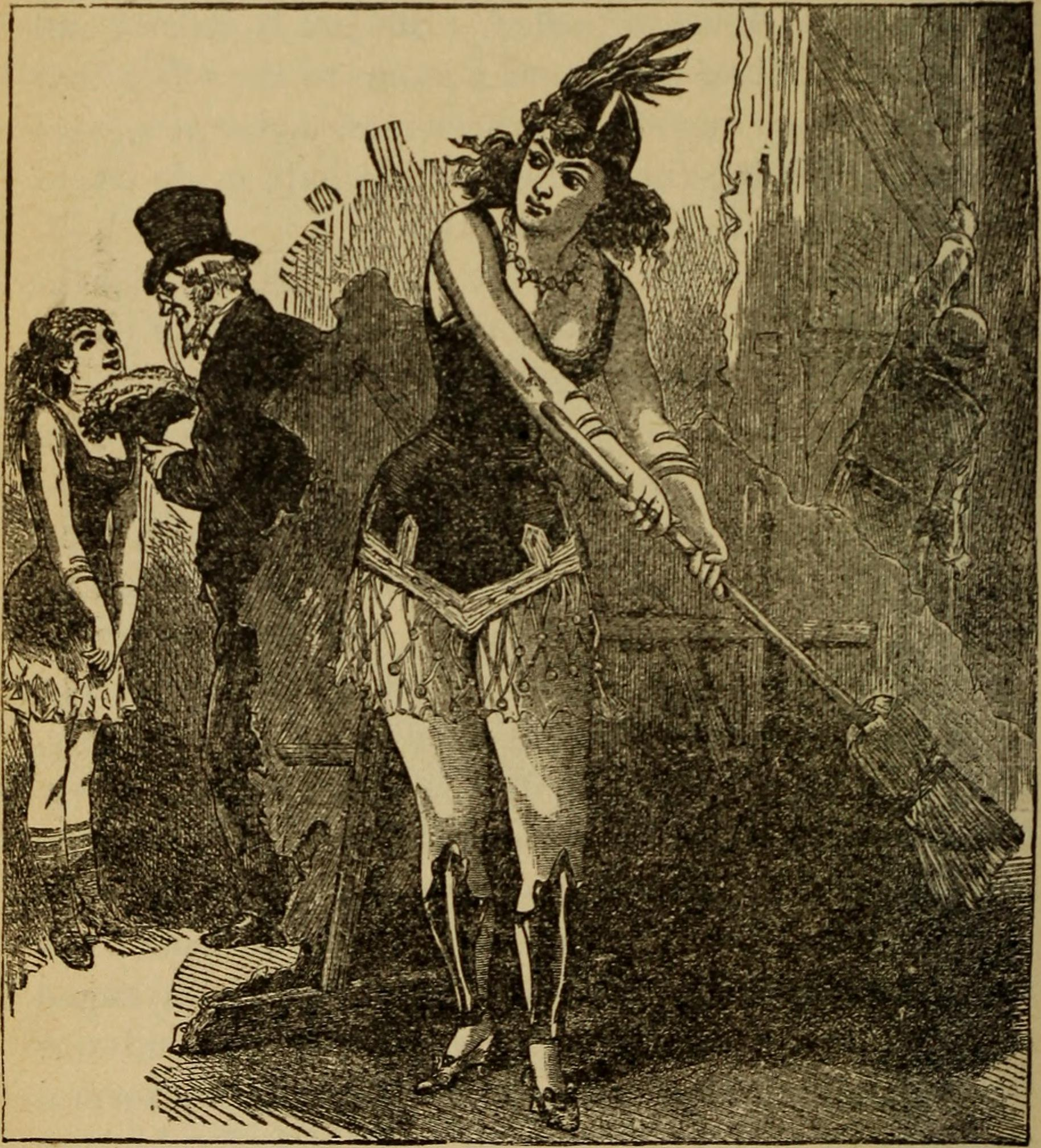
نگهبانی از جفت ماده در انسان

نگهبانی از جفت در انسان‌ (به انگلیسی: Mate guarding in human) به رفتارهایی گفته می‌شود که توسط مردان و زنان با هدف حفظ فرصت‌های تولیدمثل و دسترسی جنسی به جفت انجام می‌شود. این امر سبب منصرف کردن جفت کنونی از خروج از رابطه و همچنین دور کردن رقیب‌های درون‌جنسیتی (همجنس) می‌شود. این پدیده میان بسیاری از جانوران نیز دیده شده‌است که به آن رقابت اسپرمی می‌گویند. حسادت جنسی یکی از دلایل اصلی رفتار محافظتی از همسر است. مردان و زنان هر دو از سازوکارهای مختلفی برای حفظ همسر خود بهره می‌برند و شواهدی وجود دارد که نشان می‌دهد مقاومت در برابر نگهبانی جفت نیز وجود دارد.

## نرها

### شرایط بهره‌گیری
رفتار محافظتی از جفت در مردان بیشتر به سبب احتمال خیانت جنسی زنان است که برانگیخته می‌شود؛ تا درگیری عاطفی زن در خارج از رابطه. این مسئله در درجهٔ اول به دلیل خطر خیانت زنان برای پدر بودن مردان یا «قرمساقی ژنتیکی» است. به عبارت دیگر، هنگامی که لقاح در زنان انجام می‌شود، مردان از اطمینان پدرانگی کمتری نسبت به زنان برخوردار هستند؛ بدین معنی که زنان همیشه می‌توانند از این‌که فرزندشان متعلق به خودشان است، مطمئن باشند اما در مردان این‌گونه نیست. شواهد پشتیبانی‌کننده برای این امر از نظر فرهنگی در طیف متنوعی از کشورها مانند چین، آلمان، ژاپن و سوئد وجود دارد. علاوه بر این، در آزمایش‌های فیزیولوژیکی مانند کنش الکتریکی پوست و ضربان قلب، هنگامی که از مردان خواسته می‌شود تا شریک زندگی خود را با یک شخص دیگر در حال آمیزش جنسی تصور کنند، پریشانی بیشتری نشان می‌دهند. همچنین نیاز به یادآوری است که اگر شریک زندگی یک مرد، دارای توانایی تولیدمثل بالا باشد، مرد از روش‌های نگهبانی از جفت، بیشتر بهره می‌برد. برای مثال، چنان‌چه جنس ماده نشانه‌های توانایی باروری بالا، مانند جوانی و جذابیت جسمی را از خود نشان دهد، رفتار نگهبانی از جفت در جنس نر انسانی دیده می‌شود.

### خطرها
اگر نر نتواند با موفقیت مانع از تلاش رقیبان برای جفت‌گیری با شریک ماده‌اش شود، خطرهای بسیاری به‌وجود می‌آید. چنانچه شریک ماده بارور شود، نر برای مدت طولانی فرصت تولیدمثل با آن شریک را از دست می‌دهد و ژن‌های او به فرزندان پسین منتقل نمی‌شود. علاوه بر این، مرد ممکن است سال‌ها وقت، منابع و انرژی را برای کودکی سرمایه‌گذاری کند که از نظر ژنتیکی متعلق به خود او نباشد. همچنین اگر این موضوع برملا شود، ممکن است فرد با خوارساختن عمومی روبه‌رو شود و در نتیجه، این امر می‌تواند از موقعیت اجتماعی او کاسته و بر شانس تولیدمثل او در آینده تأثیر بگذارد. یکی دیگر از خطرها، «هزینه فرصت» است؛ بدین معنی که نر می‌توانست به جای رابطه با مادهٔ خیانت‌کار، زمان ازدست‌رفتهٔ خود را به دنبال گزینه‌های جفت‌گیری جایگزین بگذراند.
جنس نر انسان با بروز رفتار نگهبانی جفت، اطمینان حاصل می‌کند که ماده از رابطهٔ خود که بر اساس گزینش جفت شکل گرفته‌است، خارج نمی‌شود؛ چراکه این می‌تواند فرصت آیندهٔ نر برای تولیدمثل را کاهش دهد. علاوه بر این، نر هرگونه تلاشی که ماده در هر فرزندآوری بالقوه‌ای می‌توانست به انجام برساند را از دست می‌دهد. همچنین، دسترسی به هرگونه مزایای اجتماعی یا کمک از سوی شبکهٔ دوستان که زن در این رابطه ایجاد کرده بود، از بین می‌رود. سرانجام، ماده می‌تواند از اطلاعاتی مانند نقاط قوت یا ضعف در مورد نر برای سوءاستفاده از او در آینده استفاده کند.

### روش‌ها
روش‌های نگهبانی از جفت که مردان از آن‌ها استفاده می‌کنند، زن را از تهدیدهای درون‌جنسی محافظت می‌کنند. برای مثال ممکن است مردان، همسر خود را به رویدادهای اجتماعی که در آن مردان با یکدیگر رقابت می‌کنند، نبرند. مثال دیگر این است که از زن درخواست شود تا با استفاده کردن از ابزاری که نشانگر تعلق زن به مرد است، مانند حلقهٔ ازدواج، این پیام را مخابره کند که با مردی در رابطه است. نرهای انسانی همچنین ممکن است کیفیت منابعی را که ارائه می‌دهند، به نمایش بگذارند؛ مثلاً برای همسر هدیه بخرند یا هزینهٔ یک وعدهٔ غذایی را در رستوران پرداخت کنند. به‌علاوه مردان به احتمال زیاد رفتارهای تهدیدآمیز و خشونتی را نسبت به رقبای درون‌جنسیتی به کار می‌گیرند.

## ماده‌ها
در زنان، نگهبانی از جفت عبارت است از دور نگه داشتن شریک زندگی بالقوه از دیگر زنان رقیب. این اتفاق که به سبب مقوله‌ای به نام ارزش‌گذاری جفت رخ می‌دهد، هنگامی است که زنان با نرهایی جفت می‌شوند که به دلیل ارزش پدری، مطلوب به نظر بیایند و بنابراین، احتمال جذب زنان دیگر بیشتر باشد. بیش از ۵۰٪ زنان در یک نظرسنجی به شکار همسر زن دیگری اعتراف کردند و همچنین ۵۰٪ مردان نیز اعتراف کردند که در صورت پیشنهاد مادهٔ شکارچی، خیانت می‌کنند. در این‌جا نگهبانی جفت، یک توازن بین برقراری رابطهٔ دوستانه زنانه برقرار می‌کند که می‌تواند از سویی به منظور مراقبت از کودکان و همچنین اشتراک منابع، مفید واقع شود. و از سوی دیگر، اجازه ندهد، زنان دوست بیش از حد به مرد نزدیک شده و احیاناً او را شکار کنند. به برخی از روش‌های نگهبانی از جفت که از سوی زنان انجام می‌گیرد در زیر اشاره شده‌است.

### دور نگه‌داشتن
زنان به منظور نگهبانی از جفت، بیشتر روی دور نگه داشتن نر از ماده‌های بارور و جذاب تمرکز می‌کنند. پژوهش‌ها نشان می‌دهند که زنان به احتمال زیاد از زنان جذاب‌تر از خودشان پرهیز کرده و سعی می‌کنند آن‌ها را از گروه خارج کنند؛ زیرا این زنان به عنوان شکارچیان بالقوه تعبیر می‌شوند.
زنان در دورهٔ تخمک‌گذاری نیز به عنوان یک تهدید تلقی می‌شوند. تحقیقات نشان داده‌است که زنان به‌طور ناخودآگاه رفتار خود را در طول چرخهٔ قاعدگی تغییر می‌دهند؛ برای مثال لباس تحریک‌آمیزتر که توسط مردان مورد توجه قرار بگیرد، می‌پوشند. در یک پژوهش، مردان عکس‌های زنان تخمک‌گذار (بارور) را در مقایسه با عکس زنانی که در مرحله لوتئال (ناباروری) چرخهٔ قاعدگی بودند، جذاب‌تر ارزیابی کردند؛ بنابراین گفته می‌شود که مردان بیشتر به‌دنبال زنان تخمک‌گذار هستند که این تهدید بالقوه‌ای برای همسران آن‌ها محسوب می‌شود.
کرمز، نیل، نوبرگ، پوتز و کنریک (۲۰۱۶) دریافتند که زنان فاصلهٔ اجتماعی بیشتری بین خود و یک زن رقیب ایجاد می‌کنند؛ اما تنها در صورت تخمک‌گذاری و جذابیت زن رقیب. البته این اتفاق تنها در صورتی که زن با مرد جذابی شریک شود، بیشتر صورت می‌گیرد. گفته می‌شود این توجه زنان به مردهای جذاب‌تر، به این دلیل است که سایر ماده‌ها، به‌ویژه آن‌ها که تخمک‌گذاری می‌کنند، کمتر تمایل به مردانی دارند که منابع محدودی داشته باشند.

### مجاورت
در سراسر جهان، معمول است که افراد پس از جفت‌گیری در یک تخت با یکدیگر می‌خوابند. انسان‌ها بیشتر شب‌ها به فعالیت جنسی می‌پردازند و از همین روی شب هنگام بالاترین خطر خیانت را به همراه دارد. به دلیل سرمایه‌گذاری والدینی زنان در رابطه که بیشتر از مردان است، مزایای بیشتری از خوابیدن با همسر خود در طول شب دریافت می‌کنند. نزدیک بودن با یک شریک زندگی به عنوان یک روش نگهبانی از جفت عمل می‌کند، زیرا احتمال بی‌وفایی توسط مرد را به حداقل رسانده و همچنین شریک زندگی خود را به وفاداری خود مطمئن می‌کند. در نتیجهٔ اعتماد به نفس پدرانه، نر نیز بیشتر احتمال دارد که در رابطه باقی مانده و منابع مورد نیاز رابطه را فراهم کند. در یک مطالعه، ۷۳٫۷٪ از شرکت‌کنندگان گفتند که زنان پس از آمیزش جنسی تمایل بیشتری به خوابیدن به همراه مردان دارند. نگهبانی از جفت توضیحی بسیار محتمل برای این موضوع است، اما ممکن است این موضوع برای نرها نیز به جهت حفظ زن از نرهای رقیب دیگر، مفید باشد.

### معرفی نکردن
یکی از راه‌های غلبه بر مسئلهٔ شکار شدن جفت، جلوگیری از معرفی دوستان تهدیدآمیز به جفت مطلوب است. در یک مطالعه سه عکس از یک زن به زنان دیگر نشان داده شد. در یکی از عکس‌ها، مدل زن یک لباس پوشیده‌تر به تن داشت در حالی که در دو عکس دیگر او لباس تحریک‌آمیزی پوشیده بود. همچنین، عکس سوم با نرم‌افزار ادوبی فوتوشاپ دستکاری شده بود تا قابش کمی بزرگ‌تر به نظر برسد. تمام زنان آزمایش شده، مدل زن لاغر با لباس تحریک‌آمیز را به عنوان جذاب‌ترین ارزیابی کردند. همچنین احتمال معرفی مدل زن با لباس تحریک‌آمیز توسط شرکت‌کنندگان به مردانشان، دو برابر کمتر از مدل زن با لباس پوشیده، که به عنوان کم‌خطرترین رتبه‌بندی شد، بود. به گفتهٔ نویسندگان این یافته‌ها نشان می‌دهند که زنانی دارای لباس تحریک‌آمیز، بیش از حد از سوی زنان دیگر به عنوان شکارچی دیده می‌شوند؛ بنابراین، به دلیل احتمال شکار بالا، زنان ترجیح می‌دهند که این‌گونه زن‌ها را کمتر به مردانشان معرفی کنند. معرفی نکردن زن جذاب‌تر به شوهر، احتمال وقوع شکار را به کم‌ترین حد می‌رساند و این بدین معنی است که برخورد بین زن و یک تهدید بالقوه نیز به حداقل می‌رسد.

## مقاومت
پاسخ به نگهبانی از جفت، به ویژه مقاومت زن در برابر آن، هم در انسان و هم در جانوران دیگر دیده شده‌است. پاسخ به نگهبانی از جفت توسط مردان به‌طور گسترده مورد مطالعه قرار نگرفته‌است. گفته می‌شود که مقاومت در برابر نگهبانی از جفت، مزایایی را برای شریکانی که این کار را انجام می‌دهند، فراهم می‌کند. همچنین نظر بر این است که در جانوران، به ویژه سخت‌پوستان، مقاومت، به ماده‌ها اجازه می‌دهد تا مدت زمان مورد نگهبانی واقع شدن از سوی نر را کمتر کرده و به ماده‌ها کنترل بیشتری بر جفت‌گیری بدهد. این امر بدین سبب رخ می‌دهد که مزایای نگهبانی از ماده توسط نرها، ارزش تلاش برای غلبه بر مقاومت زن را ندارد؛ بنابراین پیشنهاد می‌شود که مقاومت در برابر نگهبانی از جفت در جانوران می‌تواند یک راهبرد گزینش جفت برای ماده‌ها باشد. از آنجا که مقاومت، گزینه‌های جفت‌گیری را کمتر می‌کند، ممکن است سبب شود تا زنان بتوانند هم از منابع یک نر بهره ببرند و هم به دنبال نرهای با کیفیت ژنتیکی بالاتر باشند تا اطمینان حاصل شود که فرزندان ماده، بیشتر زنده می‌مانند و توانایی تولید مثل خواهند داشت. این به‌عنوان نظریهٔ راهبرد جفت‌گیری دوگانهٔ ماده شناخته می‌شود و مربوط به انتخاب جنسی است.

### روش‌ها
پژوهش‌ها حاکی از آن است که جانوران ماده در برابر رفتارهای نگهبانانه از سوی نر مقاومت نشان می‌دهند. همچنین چند تحقیق با تمرکز بر مقاومت نگهبانی از جفت در انسان‌های ماده انجام شده‌است. روش‌های مقاومتی پرشماری از سوی انسان‌های ماده به وجود آمده‌است که در زیر بدان‌ها اشاره می‌شود.
- روش‌های پنهان‌کاری - به عنوان مثال پنهان کردن وسایل از شریک زندگی یا صحبت و لاس‌زنی با مردان دیگر در صورت نبود حضور شریک نخستین زندگی.
- مقاومت در برابر نمایش مهرورزی در ملاء عام - به عنوان مثال اجازه ندادن به مرد که در مقابل دیگران با محبت نسبت به زن رفتار کرده و مثلاً دستش را بگیرد یا نوازشش کند.
- واکنش‌ها علیه رقیب - به عنوان مثال دفاع از مردان رقیب هنگامی که شریک زندگی آن‌ها برای ابراز علاقه به زن با آن‌ها روبه‌رو می‌شود.
- روش‌های پنهان‌کاری با فناوری‌های پیشرفته - به‌عنوان مثال تغییر گذرواژه‌ها یا حذف مکالمات آنلاین یا مجازی با رقیبان از طریق متن یا ایمیل.
- دوری از تماس - به عنوان مثال چشم‌پوشی از تماس یا پیامک به شریک.
- مقاومت در برابر کنترل - به عنوان مثال دعوا در مورد کنترل‌گر بودن شریک زندگی خود یا تمایل به استقلال بیشتر در رابطه.

### هنگام قاعدگی
مقاومت زنان در برابر نگهبانی شدن از سوی مردان در هنگام چرخهٔ قاعدگی مورد تحقیق قرار گرفته‌است. پیلسورث، هسلتون و باس (۲۰۰۴) دریافتند که زنان بیشتر تمایل دارند با مردانی که در حال حاضر جفت نیستند، در دورهٔ تخمک‌گذاری چرخهٔ قاعدگی خود جفت شوند. همچنین زنان به‌طور کلی در این هنگام، مقاومت بیشتری در برابر نگهبانی شدن توسط مردان نشان می‌دهند. از همین رو است که زنان مجرد یا تک‌همسر در زمان تخمک‌گذاری، بیشتر مایل به رفتن به گردهمایی‌های اجتماعی و جاهایی که ممکن است جفت جایگزین بیابند، هستند. گفته می‌شود که این مسئله، نظریهٔ راهبرد جفت‌یابی دوگانه را پشتیبانی می‌کند؛ زیرا ممکن است زنان در هنگام فحلی به دنبال همسران با ژن‌های قوی‌تر باشند.

### کیفیت شریک
همچنین مشخص شده‌است که خصوصیات مختلف شریک مرد بر مقاومت در برابر نگهبانی شدن از سوی او در زنان تأثیر می‌گذارد. تحقیقات نشان داده‌است که زنان دارای شریک زندگی که کیفیت ژنتیکی پایینی دارند؛ یعنی از جذابیت جنسی کمتری در مقایسه با دیگر نرها برخوردارند، رفتارهای مقاومتی در برابر نگهبانی شدن از سوی شریک خود نشان می‌دهند. پژوهش‌های ابل و بور (۲۰۱۶) نشان می‌دهد زنانی که معتقدند همسران جایگزین در مقایسه با مردهای خودشان از کیفیت بالاتری برخوردارند، در مقابل نگهبانی شدن از سوی آن‌ها مقاومت می‌کنند.
همچنین احتمال خیانت در زنانی که با شوهرهای مالکیت‌خواه، کنترل‌کننده و غیرتی ازدواج می‌کنند، بسیار بالاتر است. زنانی که این نوع رفتارها را از سوی شریک زندگی خود تجربه می‌کنند، به‌ویژه با استفاده از روش‌های پنهان، اقدام به مقاومت در برابر نگهبانی شدن از سوی همسر خود می‌کنند. زنانی که با جفت‌های با نسبت وجبی بالا و خیانت‌کار ایجاد پیوند می‌کنند، در مقابل نگهبانی شدن از سوی همسرانشان مقاومت می‌کنند. نسبت وجبی، یک ویژگی دگرگونی جنسی است و انسان‌های مرد به‌طور کلی نسبت کمتری دارند. این به این معنی است که انگشت حلقه یا چهارم آن‌ها معمولاً از انگشت اشاره یا دوم آن‌ها بلندتر است. گفته می‌شود که این امر مربوط به خطرهای مرتبط با مقاومت در برابر نگهبانی شدن از همسر و پرخاشگری نر باشد. در کسانی که نسبت وجبی بالاتری دارند، انگشت اشارهٔ آن‌ها از انگشت حلقهٔ آن‌ها بلندتر است. نسبت وجبی بالاتر اغلب به این معنی است که مرد، تستوسترون کمتری دارد و به همین دلیل ممکن است کمتر تهاجمی عمل کند؛ به این معنی که خطرات مقاومت در برابر نگهبانی شدن از همسر برای زنان کمتر است.

### تفاوت‌های فردی
همچنین تحقیقات دربارهٔ تفاوت‌های فردی در مقاومت زنان در برابر نگهبانی شدن از سوی جفت وجود دارد. مطالعهٔ ابل و برور (۲۰۱۶) در مورد ماکیاولسیم متمرکز شده‌است. آن‌ها دریافتند که زنان سرشار از این ویژگی، در برابر تلاش‌های نگهبانی شدن از سوی همسر مقاومت می‌کنند و از روش‌های پنهانی برای این کار استفاده می‌کنند. طبق این مطالعه، استفاده از زرق و برق و تحریک دیگران برای رسیدن به خواسته‌ها به‌عنوان روشی برای کنترل شریک از سوی زنان، از جمله ویژگی‌های ماکیاولیسم شخصی است.زنانی که کنترل بیشتری بر خود اعمال می‌کنند نیز از روش‌های مقاومت در برابر نگهبانی شدن از سوی همسر بیشتر استفاده می‌کنند.
زنانی که دارای شاخص جهت‌گیری اجتماعی-جنسی با محدودیت کمتر هستند نیز ممکن است در برابر نگهبانی شدن از سوی همسر مقاومت کنند. این نوع از جهت‌گیری اجتماعی-جنسی با بی‌بندوباری و سطوح پایینی از صمیمیت در روابط تعریف می‌شود. همچنین زنانی که سرمایه‌گذاری کمتری در رابطهٔ کنونی خود می‌کنند، با جلوگیری از تماس با شریک زندگی خود مقاومت بیشتری در برابر نگهبانی شدن از سوی شریکشان نشان می‌دهند. علاوه بر این مشخص شده‌است که این راهبرد به همراه مقاومت در برابر کنترل شدن برای زنانی که صمیمیت کمتری در روابط خود گزارش می‌دهند، بیشتر مورد استفاده قرار می‌گیرد.
برخی تحقیقات در مورد سبک دلبستگی و مقاومت در برابر نگهبانی شدن از سوی جفت نیز انجام شده‌است. زنانی که سبک دلبستگی اجتنابی بیشتری از خود نشان می‌دهند، بیشتر در برابر تلاش‌های همسر خود برای نگهبانی، مقاومت می‌کنند. آن‌ها به احتمال زیاد از پرهیز از نمایش محبت، روش‌های پنهان‌کاری و مقاومت در برابر کنترل شدن از سوی شریکشان به‌عنوان راهبردهای مقاومتی استفاده می‌کنند. کسانی که سبک‌های دلبستگی اضطرابی دارند، در مقابل نگهبانی‌شدن از سوی همسر با به‌کارگیری روش‌های پنهان‌کاری، مقاومت می‌کنند.